# Бізнес-адміністрування
Бізнес-адміністрування (англ. business administration) — це процес управління бізнесом. Включає в себе всі аспекти контролю та нагляду за діловими операціями та пов'язаними з ними сферами, зокрема бухгалтерський облік, фінанси та маркетинг.

## Опис
Бізнес-адміністрування включає в себе виконання або управління бізнес-операціями і прийняття рішень, а також ефективна організація людей і інших ресурсів; спрямування діяльності з досягнення поставлених цілей і завдань. Загалом, бізнес-адміністрування включає в себе широкі функції управління, зокрема пов'язані з цим фінанси, персонал та служби MIS (Management information system).
Інколи розглядають менеджмент як складову бізнес-адміністрування, зокрема пов'язані з технічними та операційними аспектами діяльності організації. Адміністратори беруть участь у спільній діяльності для досягнення цілей організації. Анрі Файоль описав ці функції адміністратора в своїх наукових дослідженнях як «п'ять складових адміністрування».
Адміністратор бізнесу керує бізнесом та його операціями. Робота спрямована на забезпечення того, щоб бізнес відповідав цілям і був належним чином організований та скоординований. Адміністратор має широких кругозір і різноманітні знання, що часто включає в себе складання планів для бізнесу і моніторинг щоденних операцій. Коли необхідні організаційні зміни, людина на цій посаді також звичайно розробляє та впроваджує їх. У деяких випадках, людина, яка є застовником або володіє бізнесом виступає в якості його адміністратора. Але це не завжди так, іноді компанія наймає бізнес-адміністратора.
Особа з назвою «бізнес-адміністратор» по суті функціонує як менеджер компанії та її інших менеджерів. Така людина контролює тих, хто займає керівні посади, щоб забезпечити, щоб вони дотримувалися політики компанії та найбільш ефективно працювали над досягненням цілей компанії.
Бізнес-адміністратори можуть працювати з менеджерами HR, виробництва, фінансів, бухгалтерського обліку, маркетингу та інших відділів, щоб гарантувати, що вони функціонують належним чином і працюють відповідно до цілей і завдань компанії. Крім того, вони можуть взаємодіяти з людьми поза межами компанії, наприклад, діловими партнерами та постачальниками.

## Наукові ступені
- Бакалавр Бізнес-Адміністрування (Bachelor of Business Administration або BBA);
- Магістр Бізнес-Адміністрування (Master of Business Administration або MBA);
- Доктор Бізнес-Адміністрування (Doctor of Business Administration або DBA, DrBA);
- Доктор з Менеджменту (Doctor of Management або D.M., D.Mgt., DMan).